# Broadway (Detroit People Mover)
Broadway es una estación del Detroit People Mover, administrada por el Departamento de Transporte de Detroit. La estación se encuentra localizada en Broadway y la calle John R. en Detroit, Míchigan. La estación Broadway fue inaugurada el 1987. 

## Descripción
La estación Broadway cuenta con 1 plataforma lateral.